# 小行星11626
小行星11626（11626 Church Stretton）是一颗绕太阳运转的小行星，为主小行星带小行星。该小行星于1996年11月19日发现。

## 轨道参数
小行星11626的轨道半长轴为339 314 881 km，2.2681476 UA，离心率为0.097。